# Onthophagus cervus
Onthophagus cervus là một loài bọ cánh cứng trong họ Bọ hung (Scarabaeidae).